# Bittacidae

Bittacidae é uma família de Mecoptera comumente chamadas de mecópteras penduradas ou mecópteras suspensas. O gênero Bittacus, que compreende aproximadamente 75% de todas as espécies dentro da família, é cosmopolita, enquanto os demais gêneros são principalmente confinados à América do Sul e Austrália. Os membros desta família são confundidos frequentemente com moscas-guindastes (família Tipulidae), da ordem Díptera, devido ao seu corpo delgado e pernas compridas, mas podem ser distinguidos por seus dois pares de asas membranosas, não apresentando halteres. É conhecido dentro dos indivíduos da família um comportamento de coorte exclusivo: durante o acasalamento o macho captura um inseto e o oferece à fêmea como um presente nupcial. Dessa forma, quanto maior o item de presa, mais receptiva a fêmea se apresentará ao acasalamento, que ocorre enquanto os parceiros sexuais encontram-se suspensos em galhos. Seus ovos são retangulares, com uma depressão em cada lado. Eles são colocados em solo pantanoso durante o verão, e chocam durante a primavera seguinte. As larvas se assemelham a lagartas. Os membros adultos possuem tamanho médio que varia de 10 a 20 mm.  Seus hábitos alimentares, são essencialmente predatórios de pequenos insetos, em especial Dípteras. A captura da presa se dá com as patas traseiras enquanto estiverem pendurados pelas patas dianteiras no poleiro.
Uma das famílias mais diversas, apresenta 13 gêneros, dos quais o gênero Bittacus é o que apresenta maior quantidade de espécies. Sua distribuição demonstra tendência neotropical, sendo que muitas espécies são encontradas no continente africano e em diversos países da América do Sul. Seguem os gêneros em tópicos:
- Anabittacus  descrito por Kimmins  em 1929, possui apenas uma espécie, cuja ocorrência se dá no Chile.
- Anomalobittacus descrita por Kimmins  em 1928, possui  uma espécie que pode ser encontrada nos países do  sul da África.
- Apterobittacus  descrito por Maclachlan em 1893, possui uma espécie encontrada nos Estados Unidos.
- Austrobittacus descrito por  Riek  em 1954, possui  uma espécie encontrada na Austrália.
- Bittacus descrito por Latreille em 1805, porém apresenta diversos sinônimos ( Leptobittacus por Hlne em 1898, Thyridates por Navás em 1908,  Diplostigma por  Navás  em 1908, Haplodictyus  por Navás  em 1908 e Kiuglus tambpem por  Navás em 1926). Trata-se do gênero mais diverso da família contando com  112 espécies, sendo que muitas são encontradas no Brasil: Bittacus angrensis, Bittacus boraceiensis, Bittacus diversinervis, Bittacus femoralis, Bittacus flavescens, Bittacus Omega, Bittacus pintoi .  As demais espécies são encontradas em  diversas partes do globo, tendo como destaque  toda áfrica menos em sua porção norte, China, Índia e Japão.
- Edriobittacus  descrito por Byers em 1974, apresenta  uma espécie australiana.
- Harpobittacus  descrito por Gerstaecker  em 1885. Segundo gênero mais diverso, conta com cerca de doze espécies, sendo todas elas australianas.
- Issikiella  descrito por Byers  em 1972, possui  uma espécie, lssikiella pulchra, endêmica do Brasil.
- Kalobittacus descrita por  E.-P.  em 1914, apresenta três espécies  espécies, das quais algumas podem ser encontradas no  México,  Honduras e Panamá.
- Nannobittacus descrito por  E.-P. em 1927, apresenta duas espécies, sendo uma delas , Nannobittacus elegans , encontrada no Brasil   e a outra pode ser encontrada na Colômbia Panamá e  Venezuela.
- Neobittacus descrito por  E.-P.  em 1914, apresenta duas espécies endêmicas do Brasil, Neobittacus aripuanaensis  descrita por Penny  em 1977 e Neobittacus blancheti   descrita primeiramente por Pictet  como sendo do gênero Bittacus  e, posteriormente, considerada como Neobittacus por E.-P.  em 1914.
- Pazius descrito por Navás  em 1913, apresenta seis  espécies  encontradas ao longo do Panamá,  Venezuela , Peru, Equador, e uma espécie no Brasil, Pazius ornaticaudus.
- Tytthobittacus  descrito por Smithers  em 1973, apresenta apenas uma  espécie  que possui sua distribuição geográfica na Austrália.